# 匐延都督府
匐延都督府，唐朝羁縻都督府名。
显庆二年（657年）以西突厥处木昆部置，治所在今新疆维吾尔自治区和布克赛尔蒙古自治县一带。辖境相当今中国新疆和布克赛尔蒙古自治县、塔城市、裕民县及哈萨克斯坦斋桑泊东南部地区。约公元8世纪前期废。 